# 基澤福爾斯 (緬因州)
基澤福爾斯（英語：Kezar Falls）是位於美國緬因州牛津縣和約克縣的一個普查規定居民點。

## 地理
基澤福爾斯所處的海拔為高於海平面116米（即381英呎），而該地所採用的時區為UTC-5，即北美东部時區（EST）。同時該地設有夏令時間，為UTC-5調快一小時，即UTC-4（EDT）。